# Symonds Yat

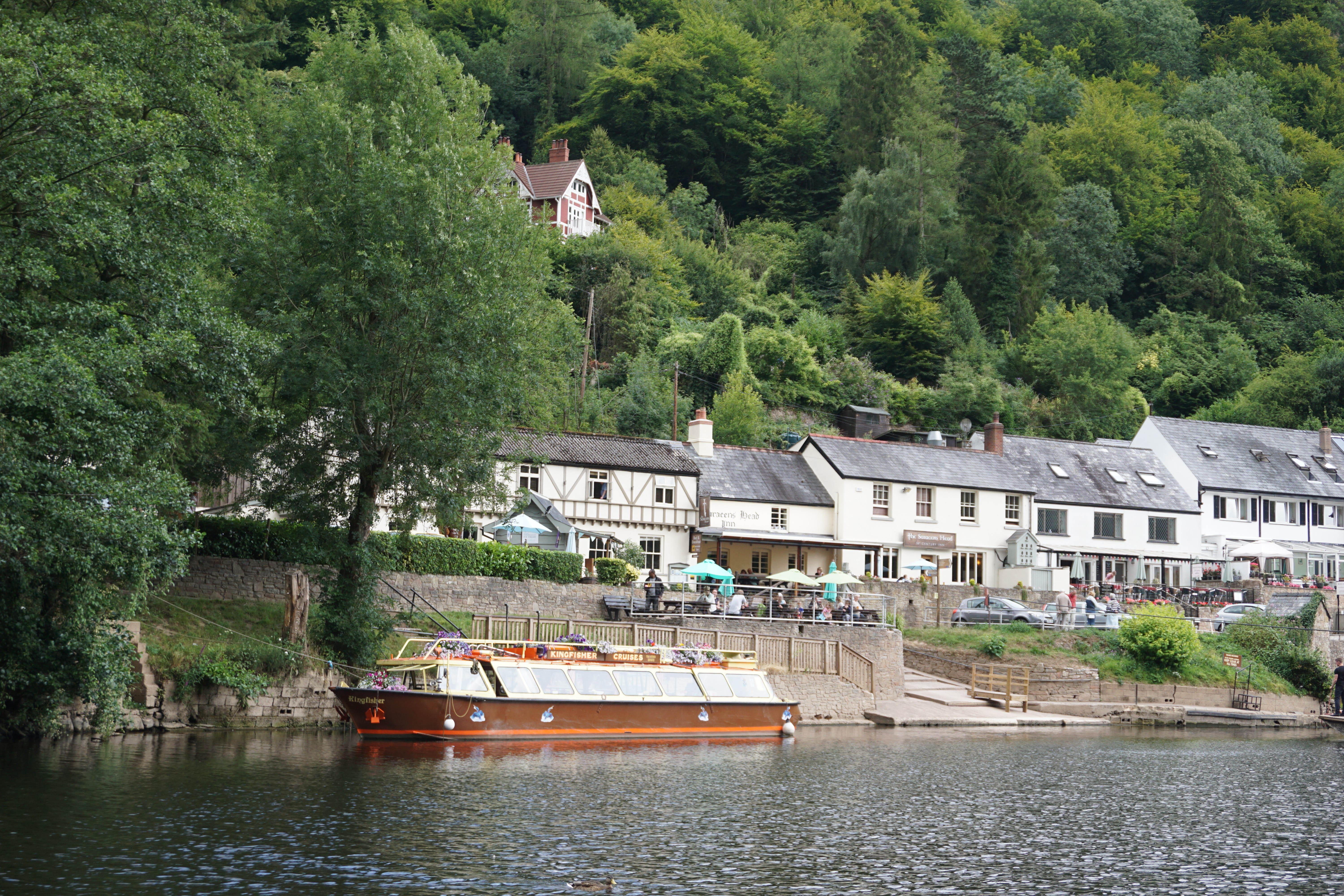
Veduta di Symonds Yat West

Symonds Yat è un villaggio dell'Inghilterra sud-occidentale, situato nella foresta di Dean (Forest of Dean) e lungo il corso del fiume Wye, a cavallo tra le contee dello Herefordshire e del Gloucestershire e al "confine" con il Galles. Il fiume Wye taglia in due il villaggio, dividendolo in due parti ben distinte, tanto che - e questa è la particolarità del villaggio - la parte orientale (Symonds Yat East) si trova nel Gloucestershire, mentre la parte occidentale (Symonds Yat West), in posizione elevata, si trova nello Herefordshire.

## Geografia fisica

### Collocazione
Symonds Yat si trova tra Monmouth (Galles) e Ross-on-Wye (rispettivamente a nord-est della prima e a sud-ovest della seconda), a circa 40 km ad ovest di Gloucester e a circa 25 km a sud di Hereford.

## Origini del nome
Il nome della località deriva probabilmente da quello di uno sceriffo dello Herefordshire vissuto nel XVII secolo e che si chiamava Robert Symonds, a cui è stato aggiunto il vocabolo yat, che nel dialetto locale significa "porta", "passo".

## Storia
Gli archeologi hanno scoperto ossa di animali selvatici in alcune grotte della valle e tracce di insediamenti umani che possono risalire a 12 000 anni fa.
Durante l'età del ferro fortilizi sulle alture del Great Doward e dello Yat Rock fornirono agli abitanti locali luoghi sicuri e facilmente difendibili. Al tempo dei Romani, queste fortificazioni e il rinvenimento di ferro, qui e nella foresta di Dean, resero la regione un bottino prezioso da conquistare. Il Vallo di Offa fu costruito nell'VIII secolo direttamente sullo Yat per dividere l'Inghilterra dal Galles.
Il primo uso documentato del termine Yat riferito a quest'area lo si trova nel Patent Roll (documento amministrativo che registrava le lettere patenti emanate dal Regno d'Inghilterra) del 1256, dove la località appare come Symundesyate e Symondesyate. Il nome potrebbe richiamare  l'antico patronimico Sigemund o uno dei primi cognomi da esso derivati. In inglese antico Yat rappresenta la parola geat (pronunciata "yat"), che significa "porta", "ingresso" per descrivere una valle profonda. Sebbene sussista una credenza locale, non è  provato che l'aggiunta di Symonds sia stata fatta nel XVII secolo con riferimento a Robert Symonds di Sugwas e Evesfield, alto funzionario dell'Herefordshire nel 1685, che fu invece membro della famiglia che possedeva le terre da Wormelow Tump, vicino ad Hereford, fino alle zone di frontiera intorno allo Yat. In alcune mappe l'area è indicata anche come Symons Yate nel 1665, Symons Yat nel 1717 e Symmonds Gate nel 1830.  
Symonds Yat in origine abbracciava tutte le terre meridionali dell'ansa del fiume a Huntsham Bridge su entrambi i versanti del Symonds Yat Rock e avrebbe incluso l'area attorno a Coldwell Rocks. Il nome Symonds Yat veniva usato per riferirsi ad un'area abbastanza vasta di terreni e la borgata di Symonds Yat East, che consisteva nella Saracen's Head Inn, la Fish House, l'edificio del guardiano della chiusa e un paio di cottage sul fianco della collina, veniva esplicitamente chiamata New Weir.
Lo Yat fu scavato per estrarre minerali ferrosi e resti di una ferriera si trovano a valle delle rapide di Symonds Yat. La fabbrica di New Weir è databile alla fine del XVI secolo e fu gestita dalla famiglia White fino al 1753, quando George White il Giovane affittò il sito a John Partridge, un fabbro di Ross-on-Wye. Partridge combinò lo stabilimento di New Weir con una fucina a Lydbrook, entrambe alimentate da ghisa dalla sua grande fornace di Bishopswood.
A seguito della chiusura della fabbrica, la chiusa e la briglia adiacenti caddero in disuso. Nel 1814, lo sbarramento sul fiume fu ulteriormente danneggiato dal gelo e dal ghiaccio e nel 1826, quel che rimaneva della paratoia, la briglia e gli edifici della fornace vennero demoliti e la chiusa venne riempita.
Nel 2009 una squadra di archeologi dell'Herefordshire cominciò una serie di scavi alla ferriera di New Weir a Symonds Yat West per identificare dove le specifiche lavorazioni avessero luogo, per esaminare le tracce dei processi di lavorazione e per avere un'idea più precisa di come il sito funzionasse. 
La fabbrica rifiniva il ferro proveniente dalle vicine fucine, comprendeva macchinari per la trafilatura, probabilmente per la produzione di chiodi o fili metallici, e successivamente un laminatoio, azionati da ruote idrauliche.
Il traghetto di Symonds Yat ha avuto un ruolo molto importante nella vita del luogo. Nel XIX secolo c'erano 25 traghetti a mano tra Ross-on-Wye e Chepstow, come quelli che si trovano tuttora presso la locanda Ye Old Ferrie Inn e il Saracen's Head. Furono creati già al tempo dei Romani per collegare i forti sul Doward e sullo Yat e nel corso dei secoli sono serviti per il trasporto di soldati, civili, cavalli e turisti.
L'Old Court Hotel a Symonds Yat West, costruito nel XVI secolo, fu l'antica casa della famiglia Gwillim ed ospitò John Graves Simcoe (1752–1806), che fu governatore ed uno dei padri fondatori dell'Alto Canada.

## Monumenti e luoghi d'interesse

### Architetture militari

#### Castello di Goodrich
Nei dintorni, segnatamente a nord del villaggio Goodrich, si trova il castello di Goodrich (Goodrich Castle), un castello medievale normanno situato in posizione strategica su di un affioramento roccioso che domina il fiume Wye, tra Monmouth e Ross-on-Wye. In origine costruito in legno nell'XI secolo, dopo la conquista normanna, nel XII secolo fu sostituito da un dongione in pietra e verso la fine del XIII venne ampliato in un castello concentrico che combinava ambienti lussuosi con solide strutture di difesa. Tenuto prima dai Parlamentaristi e dai Realisti poi, durante la Guerra civile inglese (1642-1651), nel 1646 venne preso d'assedio, cannoneggiato e alla fine conquistato da John Birch (1615–1691), sostenitore del Parlamento d'Inghilterra. Da quel momento il castello cadde in rovina. 
Nel XIX secolo tuttavia i suoi resti divennero il soggetto di vari dipinti e poemi di artisti che si ispiravano all'ideale pittoresco dell'epoca, tra questi il poeta William Wordsworth. Oggi le rovine del castello sono un sito turistico visitabile gestito dall'ente pubblico English Heritage.

### Aree naturali

#### Rapide di Symonds Yat
Le Symonds Yat Rapids sono strutture artificiali lungo il Wye: sono stati posizionati ostacoli e muretti in pietra per modificare il flusso del fiume e creare onde e turbolenze con difficoltà di grado II per la pratica di canoismo e kayaking in acqua mossa per discese e freestyle.

#### Symonds Yat Rock
Il Symonds Yat Rock
domina la spettacolare gola attraverso cui scorre il fiume Wye. Questa roccia è un ottimo punto panoramico da cui osservare i rapaci: telescopi posizionati dalla Reale società per la protezione degli uccelli (RSPB) permettono di osservare il luogo dove nidifica il falco pellegrino. Si vedono regolarmente anche poiane, astori e lodolai e a volte è possibile incontrare rapaci di passaggio durante la migrazione come il falco pescatore e il falco pecchiaiolo.

## Infrastrutture e trasporti
Le due parti opposte del villaggio sono collegate tra loro tramite un traghetto a fune.

## Cultura

### Media
- Il villaggio è stata una delle location per il film della saga di Harry Potter intitolato Harry Potter e i Doni della Morte - Parte 1[7]